# Gotofredo di Challant-Cly

Stemma Challant

Gotofredo I di Challant-Cly (... – XIII secolo) (in francese, Godefroy Ier de Challant-Cly) fu un nobile valdostano della famiglia Challant.

## Biografia
Figlio di Bosone IV, ereditò dal padre il feudo di Châtillon, dando origine al ramo cadetto dei signori di Châtillon della famiglia valdostana degli Challant.
A partire dal 1225 circa fu, tra le altre cariche visconte di Aosta, che amministrò per conto della famiglia Savoia.